# Arrondissement de Mende
L'arrondissement de Mende est une division administrative française, située dans le département de la Lozère et la région Occitanie.

## Composition

Les 2 arrondissements de la Lozère

### Composition avant 2015
- Canton d'Aumont-Aubrac qui regroupe 6 communes
- Canton du Bleymard qui regroupe 12 communes
- Canton de la Canourgue qui regroupe 6 communes
- Canton de Chanac qui regroupe 5 communes
- Canton de Châteauneuf-de-Randon qui regroupe 8 communes
- Canton de Fournels qui regroupe 10 communes
- Canton de Grandrieu qui regroupe 7 communes
- Canton de Langogne qui regroupe 9 communes
- Canton du Malzieu-Ville qui regroupe 9 communes
- Canton de Marvejols qui regroupe 11 communes
- Canton de Mende-Nord qui regroupe 5 communes
- Canton de Mende-Sud qui regroupe 6 communes
- Canton de Nasbinals qui regroupe 6 communes
- Canton de Saint-Alban-sur-Limagnole qui regroupe 5 communes
- Canton de Saint-Amans qui regroupe 10 communes
- Canton de Saint-Chély-d'Apcher qui regroupe 7 communes
- Canton de Saint-Germain-du-Teil qui regroupe 7 communes
- Canton de Villefort qui regroupe 7 communes

### Découpage communal depuis 2015
Depuis 2015, le nombre de communes des arrondissements varie chaque année soit du fait du redécoupage cantonal de 2014 qui a conduit à l'ajustement de périmètres de certains arrondissements, soit à la suite de la création de communes nouvelles. Le nombre de communes de l'arrondissement de Mende est ainsi de 135 en 2015, 132 en 2016, 120 en 2017 et 114 en 2019.
Au 1er janvier 2024, l'arrondissement groupe les 114 communes suivantes :
1. Albaret-le-Comtal
2. Albaret-Sainte-Marie
3. Allenc
4. Altier
5. Antrenas
6. Arzenc-d'Apcher
7. Arzenc-de-Randon
8. Auroux
9. Badaroux
10. Balsièges
11. Banassac-Canilhac
12. Barjac
13. La Bastide-Puylaurent
14. Bel-Air-Val-d'Ance
15. Les Bessons
16. Blavignac
17. Le Born
18. Bourgs sur Colagne
19. Brenoux
20. Brion
21. Le Buisson
22. La Canourgue
23. Chadenet
24. Chanac
25. Chastanier
26. Chastel-Nouvel
27. Châteauneuf-de-Randon
28. Chauchailles
29. Chaudeyrac
30. Chaulhac
31. Cheylard-l'Évêque
32. Cubières
33. Cubiérettes
34. Cultures
35. Esclanèdes
36. La Fage-Montivernoux
37. La Fage-Saint-Julien
38. Fontans
39. Fournels
40. Gabrias
41. Grandrieu
42. Grandvals
43. Grèzes
44. Les Hermaux
45. Julianges
46. Lachamp-Ribennes
47. Lajo
48. Langogne
49. Lanuéjols
50. Laubert
51. Les Laubies
52. Laval-du-Tarn
53. Luc
54. Le Malzieu-Forain
55. Le Malzieu-Ville
56. Marchastel
57. Marvejols
58. Mende
59. Montbel
60. Mont Lozère et Goulet
61. Montrodat
62. Monts-de-Randon
63. Les Monts-Verts
64. Nasbinals
65. Naussac-Fontanes
66. Noalhac
67. Palhers
68. La Panouse
69. Paulhac-en-Margeride
70. Pelouse
71. Peyre en Aubrac
72. Pied-de-Borne
73. Pierrefiche
74. Pourcharesses
75. Prévenchères
76. Prinsuéjols-Malbouzon
77. Prunières
78. Recoules-d'Aubrac
79. Recoules-de-Fumas
80. Rimeize
81. Rocles
82. Saint-Alban-sur-Limagnole
83. Saint-André-Capcèze
84. Saint-Bauzile
85. Saint-Bonnet-de-Chirac
86. Saint Bonnet-Laval
87. Saint-Chély-d'Apcher
88. Saint-Denis-en-Margeride
89. Saint-Étienne-du-Valdonnez
90. Sainte-Eulalie
91. Saint-Flour-de-Mercoire
92. Saint-Frézal-d'Albuges
93. Saint-Gal
94. Saint-Germain-du-Teil
95. Sainte-Hélène
96. Saint-Jean-la-Fouillouse
97. Saint-Juéry
98. Saint-Laurent-de-Muret
99. Saint-Laurent-de-Veyrès
100. Saint-Léger-de-Peyre
101. Saint-Léger-du-Malzieu
102. Saint-Paul-le-Froid
103. Saint-Pierre-de-Nogaret
104. Saint-Pierre-le-Vieux
105. Saint-Privat-du-Fau
106. Saint-Saturnin
107. Saint-Sauveur-de-Ginestoux
108. Les Salces
109. Les Salelles
110. Serverette
111. Termes
112. La Tieule
113. Trélans
114. Villefort

## Démographie
En 2022, l'arrondissement comptait 63 410 habitants.
| 1968   | 1975   | 1982   | 1990   | 1999   | 2006   | 2011   | 2016   | 2021   |
| ------ | ------ | ------ | ------ | ------ | ------ | ------ | ------ | ------ |
| 64 598 | 62 900 | 62 707 | 61 024 | 60 985 | 63 758 | 63 907 | 63 180 | 63 491 |

| 2022   | - | - | - | - | - | - | - | - |
| ------ | - | - | - | - | - | - | - | - |
| 63 410 | - | - | - | - | - | - | - | - |